# Borogovia gracilicrus
La borogovia (Borogovia gracilicrus) era un piccolo dinosauro carnivoro bipede (lunghezza circa 2 metri), avente con ogni probabilità un corpo snello e due lunghe zampe posteriori. Il suo strano nome deriva dai Borogoves, creature inventate da Lewis Carroll per il suo romanzo “Attraverso lo specchio e quel che Alice vi trovò”.  Questo animale, ritrovato in strati del Cretaceo superiore in Mongolia, è noto principalmente attraverso ossa degli arti, che comunque permettono di classificarlo come un saurischio teropode appartenente alla famiglia dei troodontidi.

## Un piccolo cacciatore notturno
Come tutti i membri della famiglia, Borogovia deve aver avuto grandi occhi (presumibilmente per cacciare di notte piccole prede) ed essere stato dotato di un cervello piuttosto voluminoso.